# Sugar MMFK
Sugar MMFK (bürgerlich João Michel Diau; * 3. März 1993 in Linz am Rhein) ist ein Bonner Rapper angolanischer Abstammung.

## Leben
João Michel Diau wurde 1993 in Linz am Rhein geboren. Ein Jahr zuvor flohen seine Eltern vor dem Bürgerkrieg aus Angola, um letztendlich Bonn zur Wahlheimat der Familie zu machen.
Sugar begann seine Rapkarriere im Jahr 2015 mit dem Track „Verlorene Stadt“, darauf folgen die Mixtapes „Ohrfeigenmixtape“ und „Von illegal zu digital“.
Im Jahr 2018 nahm ihn das Label Bantu Nation unter Vertrag und er veröffentlichte noch im selben Jahr den Track „Trikot von Paris“ mit mehr als fünf Millionen Klicks und wurde unter anderem zum Newcomer des Jahres nominiert.
Mit der EP „Allô“ behielt er weiterhin seinen roten Faden von Texten über die kriminelle Seite des Lebens, besonders mit Tracks wie „Haram Money“ oder „Mona Lisa“. Auf dem „Free Bantu Nation“ Album blieb er auch gerne bei seinen herben Beats. Gleichzeitig brachte er in Tracks wie „Für die €s“ oder „Wieder dabei“ auch tanzbare Afro Trap Beats mit ein.
Im Dezember 2018 war Sugar MMFK als Feature auf dem Track „Aboo“ von Samy, AON, zu hören und auch im Verlauf des Jahres 2019 war er als Feature auf einigen Songs vertreten. Zum einen auf „Zu Echt REALMIX“ mit u. a. Mortel, Millionär, Jalil und OG Keemo, zum anderen auf dem Song „Gass“ mit niederländischen Rappern Nijo und Gjigant. Einen weiteren Part hatte der Bantu Nation Künstler bei dem Lied „Dunkles Kapitel“, der in Zusammenarbeit mit Max Herre, Fatoni, MEGALOH und Dirk von Lowtzow entstand.
Ende 2019 erschien die erste Singleauskopplung „Bon appétit“ mit Features von LX und Maxwell aus seinem ersten Soloalbum „Generation Beton“. Dieses erschien im März 2020 und enthielt weitere Features wie Manuellsen, G-Mac und Lolito. Darin wollte er die Lebensweise im Beton aufzeigen und die von ihm bezeichnete Generation Beton an die gemeinsamen Schwierigkeiten und Überlebensstrategien, aber auch an Träume im Leben erinnern.
Im August hatte Sugar MMFK einen Featureauftritt auf dem Album „Hotbox“ des Künstlers Megaloh, mit dem er auch schon in Vergangenheit kollaborierte.
Mit neuem Erscheinungsbild und neuem Musikstil meldete sich der Rapper schon im September zurück und zeigte eine andere Facette von sich. Die Singles wie „Mon Cartier“, „Paname“ und „Caramell“ repräsentieren für den Bonner Artist eine Brücke zwischen hartem Straßenrap und tanzbaren Rapstil. Die EP „B.L.O.N.D“ erschien am 16. Oktober 2020.
Nach eigenen Aussagen schrieb er am 26. Mai 2020 - einen Tag nach der Tötung von George Floyd in Amerika - den Song "BLM" (Black Lives Matter). Im Rahmen der zweiten Auflage des Projektes "Machiavelli Sessions" des WDR und deren Podcast "Machiavelli - Rap und Politik" wurde er angefragt, einen seinen Titel mit der Robert-Schumann-Philharmonie im Opernhaus Chemnitz aufzuführen. Sugar MMFK sagte zu und wählte dabei selbst den Song "BLM" aus. Die entstandene Aufführung war seine erste Berührung mit klassischer Musik und erreichte auf YouTube schon nach wenigen Wochen über fünfzigtausend Klicks.
Anfang April 2022 gaben Sugar MMFK und Bantu Nation-Chef Des eine Trennung im Guten bekannt. Laut des Internetportals Raptastisch.net ist Bantu Nation das größte Label aus schwarzen Rappern in Deutschland. Sugar MMFK werde in Zukunft als Chef seiner eigenen Plattenfirma veröffentlichen, er beabsichtigt dort auch andere Künstler unter Vertrag zu nehmen.

## Diskografie
Alben
- 2016: Von Illegal zu digital (MMFK Entertainment)
- 2018: Allô Allô (Bantu Nation)
- 2020: Generation Beton (Bantu Nation)
- 2020: B.L.O.N.D. EP (Bantu Nation)
- 2021: Tribut
- 2022: Fusion (feat. Nu51)
- 2022: Voyage

Mixtapes
- 2015: Ohrfeigenmixtape (MMFK Entertainment)

Singles
- 2018: Pass auf (mit Nu)
- 2018: Aboo (mit Samy)
- 2018: Wieder dabei
- 2018: Mona Lisa (Alles Gold Session)
- 2018: Haram Money
- 2018: Gut vernetzt
- 2018: Allô Allô (Bantu Nation)
- 2018: Lolito
- 2018: Ich mach was ich will (mit Nu, G-mac & Des)
- 2018: Lass laufen (mit Nu)
- 2018: Trikot von Paris
- 2018: ClinqTrois Szenario
- 2019: Beton Milieu (mit Bantu Nation)
- 2019: Bon appétit (feat. LX & Maxwell)
- 2020: Mon Cartier
- 2020: Durch die City
- 2020: Panamé
- 2020: Caramell
- 2020: Casa del papel (feat. YONII)
- 2020: Ich bin da
- 2021: Hood (feat. Sugar MMFK)
- 2021: BLM (Black lifes Matter)
- 2021: Nichts zu verlieren
- 2021: Lass laufen 2 (feat. Nu51)
- 2021: Banlieue
- 2021: Ma Vie
- 2021: Lolito 2
- 2021: Alles ok (feat. Maxwell; #10 der deutschen Single-Trend-Charts am 19. November 2021[6])
- 2022: Hype (feat. Malsha)
- 2022: Polaroid
- 2022: JOGGER
- 2022: Oh Para
- 2022: Ma Jolie
- 2022: Mamma Mia
- 2022: Schnick, Schnack, Schnuck (feat. Kontra K)
- 2023: Mendoza (feat. IDPizzle)
- 2023: In meiner Hood
- 2024: Du
- 2024: Triumph
- 2024: Mein Gott ist Liebe (feat. El Shade)
- 2024: Was ich will
- 2025: Tut mir Leid